# Museo Municipal de Molins de Rey

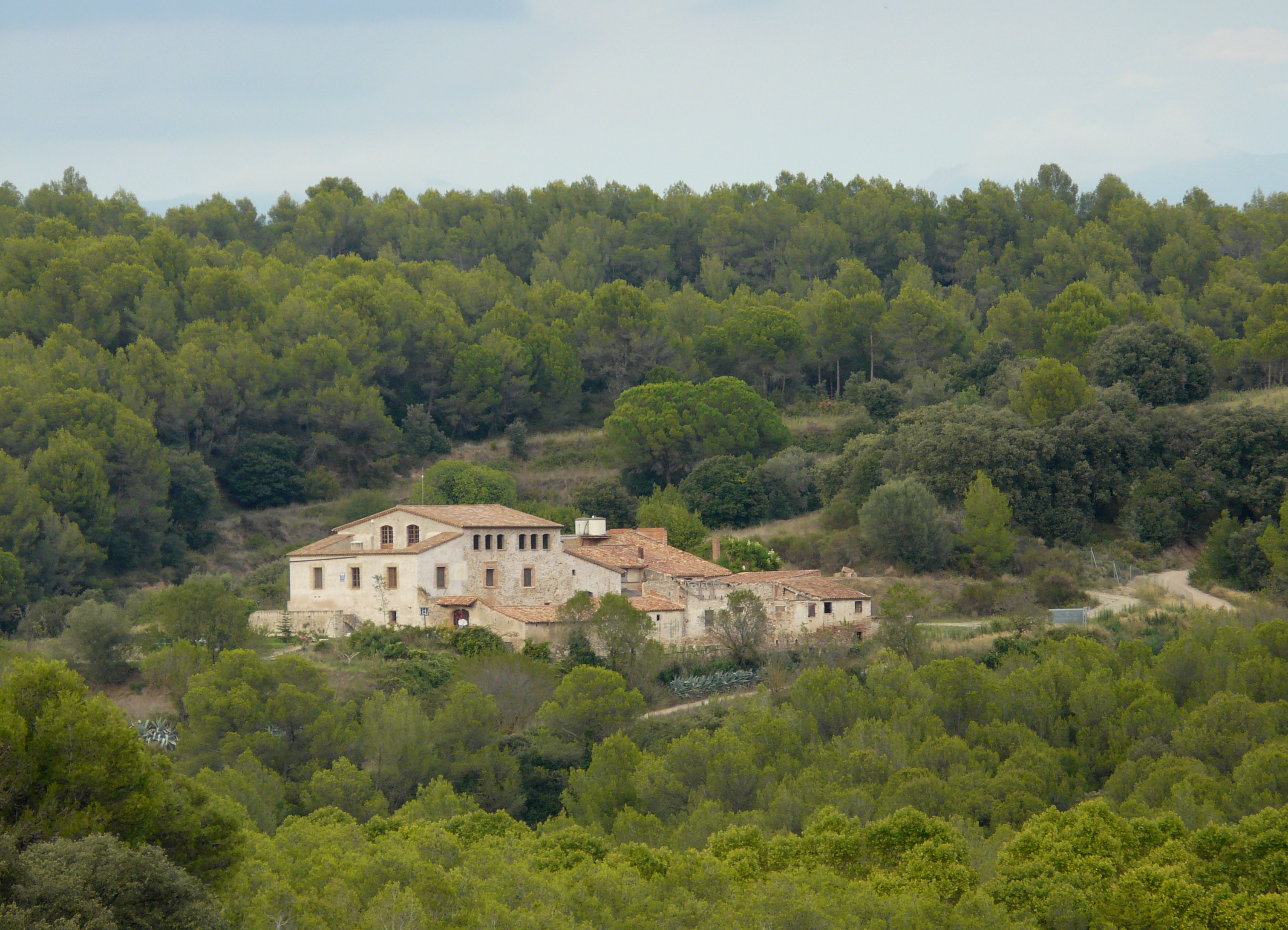
Masia de Ca n'Ametller

El Museo Municipal de Molins de Rey (en catalán y oficialmente Museu Municipal de Molins de Rei) es un museo de historia local que refleja la historia, la cultura y la artesanía de la población de Molins de Rey, en la comarca del Bajo Llobregat, y de los territorios vecinos más inmediatos al municipio. El museo, que está integrado en la Red de Museos Locales de la Diputación de Barcelona, se creó en 1953 en un espacio de la Fábrica Textil de Can Samaranch por su director, Enric Madorell i Claramunt (1897-1990) y en 1968 fue trasladado a su sede actual. Cuenta con una exposición permanente que se exhibe en la sede del número 55 de la calle Pintor Fortuny y dispone asimismo de un espacio para exposiciones temporales en Ca n'Ametller, futura sede del museo.

## Exposición
Las colecciones del museo son muy variadas y cuentan con materiales arqueológicos procedentes de excavaciones realizadas en Molins de Rey y alrededores, elementos arquitectónicos y escultóricos de edificios locales ya desaparecidos (especialmente el Palacio Requesens y Castellciuró), herramientas de oficios tradicionales, cerámica, pintura, numismática, conquiliología, geología y mineralogía, además de un pequeño fondo de documentos relacionados con la historia local. También se exhiben algunos elementos singulares, como los restos de los pilones de madera que sirvieron de base a la estructura del desaparecido puente de Carlos III, y toda la memoria de su construcción.

### Fondo etnológico
La colección más importante del museo corresponde a los materiales etnológicos, que se muestran en conjuntos como los tallers de barbero, tonelero, carpintero, cordelero, alpargatero, herrero o tejedor, además de las recreaciones de una bodega y una cocina tradicionales.

### Fondo arqueológico
La sección de arqueología es representativa de los yacimientos del valle del bajo Llobregat del paleolítico, el neolítico, el eneolítico, la edad de hierro y las épocas íbera y romana.

### Fondo de arte
Entre los fondos de arte cabe destacar las obras de Miquel Carbonell (1845-1896), la colección de cerámica, una colección de 15000 ex libris de los siglos XVIII a XX y la colección de cromolitografía, formada por 15 colecciones de cromos de fines del siglo XIX y principios del siglo XX.